# 奥卢村

奥卢村区在赫尔辛基的位置

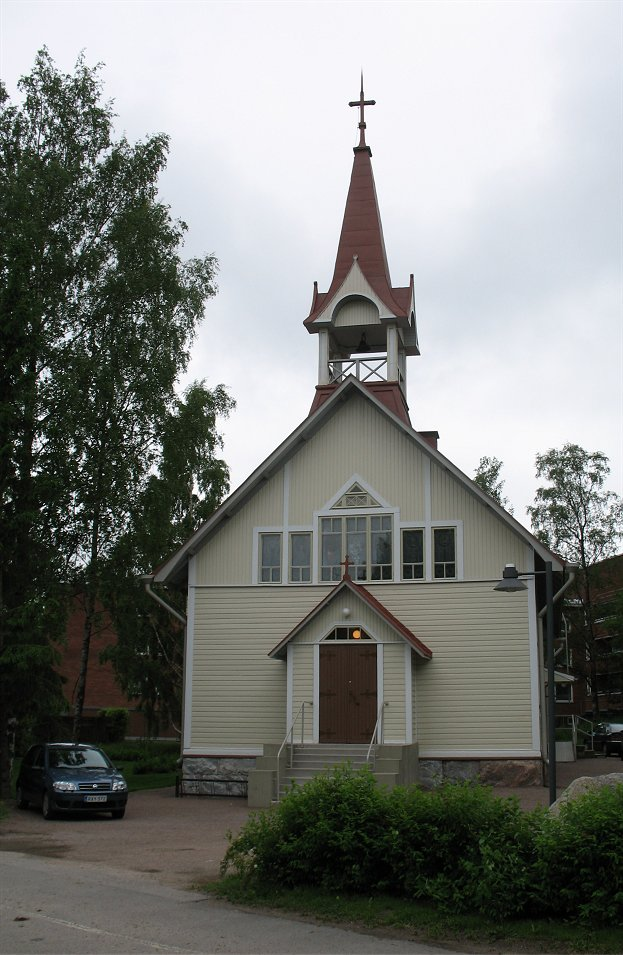
奥卢村的木造教堂

奥卢村（芬蘭語：Oulunkylä）是芬兰首都赫尔辛基的第28号市区，位于赫尔辛基中心城区的北部外围，距离市中心6公里处。芬兰的主要铁路线穿过此区。市区面积为4.51平方公里。
自13世纪起此地就有人居住。之前曾为独立的市镇（全音译为奥伦屈莱），1946年时成为赫尔辛基的一部分。